# Гоп (мультфільм)
Гоп (англ. Hop) — американський анімаційний комп'ютерний художній повнометражний фільм від кінокомпанії Universal Studios та Illumination Entertainment. Режисер стрічки — Тім Гілл. Головні ролі в українському варіанті озвучили Олег Скрипка й Сергій Притула.

## Сюжет
Безробітний лобуряка Фред одного разу збиває машиною Великоднього кролика. Поки казковий гризун поправляє здоров'я, герой змушений зайняти його місце, приступивши до роздачі фарбованих яєць дітворі по всьому світу.

## У ролях
- Джеймс Марсден — Фред О'Гейр
- Кейлі Куоко — Сем О'Гейр, сестра Фреда
- Ґері Коул — Генрі О'Гейр, батько Фреда
- Елізабет Перкінс — Бонні О'Гейр, мати Фреда
- Тіффані Еспенсен — Алекс О'Гейр, сестра Фреда
- Девід Гассельгофф — ведучий шоу "Hoff Knows Talent"
- Рассел Бренд — асистент на шоу "Hoff Knows Talent"
- Челсі Гендлер — місіс Бек, інтерв'юер

### Голосовий акторський склад
- Рассел Бренд — Ка-Ве, великодній кролик
- Генк Азарія — курча Карлос
- Г'ю Лорі — тато Ка-Ве
- Г'ю Гефнер — голос в особняку Playboy

## Український дубляж
- Ка-Ве (Кролик Великодній) — Сергій Притула
- Курча Карлос — Олег Скрипка[7]